# Les Stances a Sophie
Les Stances a Sophie – studyjny jazzowy albumu Art Ensemble of Chicago nagrany w lipcu 1970, wydany w tym samym roku przez firmę Nessa. Ścieżka dźwiękowa do filmu pod tym samym tytułem.

## Historia i charakter albumu
Album ten został nagrany podczas trzyletniego pobytu Art Ensemble of Chicago w Paryżu, który w owym okresie był mekką awangardowych jazzmanów amerykańskich.
W początkowym okres pobytu (od maja 1969 r.) zespół był kwartetem bez perkusisty. W 1970 r. do zespołu na prawach członka doszedł również mieszkający w Paryżu perkusista Famoudou Don Moye i grupa stała się kwintetem. Ten trzyletni okres pobytu we Francji okazał się dla zespołu niezwykle owocnym. Grupa wydała wtedy ponad 15 albumów dla takich firm jak BYG, Freedom, Nessa, Arista i EMI. Zespół występował często także na licznych festiwalach jazzowych.
Les Stances a Sophie zostały jednak nagrane w sekstecie. Szóstym muzykiem była ówczesna żona Lestera Bowiego – rhythmandbluesowa piosenkarka i pianistka – Fontella Bass. Jej największym przebojem w latach 60. była piosenka "Rescue Me".
Dodanie perkusisty i pianistki-wokalistki zmieniło konstrukcję a nawet i samo brzmienie muzyki AEC, co szczególnie jest słyszalne w "Theme de Yoyo". Nowymi elementami w muzyce zespołu stały się stały rytm perkusji i kontrabasu. Było to nieco sprzeczne z dotychczasowymi ideami AEC: grać z nastawieniem na dźwięk nie będąc ograniczonym ogólnie przyjętymi tradycyjnymi muzycznymi formami jak np. blues czy nawet jazz.
Pomysł muzyczny albumu zrodził się, gdy zaprzyjaźniony z AEC reżyser francuski Moshe Misrahi poprosił zespół o nagranie oprawy muzycznej do filmu Les Stances a Sophie. Sam zespół także miał się pojawić w tym filmie. Film jest jednak jednym z najmniej znanych dzieł francuskiej "nowej fali". Brian Olewnick – autor recenzji albumu dla All Music Guide twierdzi, że film w ogóle nie wszedł na ekrany.
Album nie nosi jednak piętna, że jest tylko oprawą muzyczną, do czego zapewne przyczyniło się także i to, że grupa nagrała muzykę zanim rozpoczęło się kręcenie filmu.

## Muzycy
- Lester Bowie – trąbka, skrzydłówka, instrumenty perkusyjne
- Roscoe Mitchell – saksofony: sopranowy, altowy i basowy, flet, klarnet, instrumenty perkusyjne
- Joseph Jarman – saksofony: sopranowy, altowy, tenorowy, flet, instrumenty perkusyjne
- Malachi Favors Maghostut – kontrabas, gitara basowa, instrumenty perkusyjne
- Famoudou Don Moye – perkusja
- Fontella Bass – śpiew, fortepian

## Spis utworów
| 1. | Theme de Yoyo                              | 9:10  |
|    |                                            |       |
| 2. | Theme de Celine                            | 3:04  |
|    |                                            |       |
| 3. | Variations sur un theme de Monteverdi (I)  | 3:03  |
|    |                                            |       |
| 4. | Variations sur un theme de Monteverdi (II) | 1:50  |
|    |                                            |       |
| 5. | Proverbes (I)                              | 2:39  |
|    |                                            |       |
| 6. | Theme amour universal                      | 3:52  |
|    |                                            |       |
| 7. | Theme libre                                | 8:49  |
|    |                                            |       |
| 8. | Proverbes (II)                             | 1:23  |
|    |                                            |       |
|    |                                            | 33:50 |
|    |                                            |       |

## Opis płyty
- Data nagrań – 22 lipca 1970
- Miejsce nagrania – Pathé Marconi Studios, Boulogne, Francja
- Czas – 32:30
- Firma nagraniowa (oryginał)

EMI France (1970) (Francja)
Nessa (USA)
- Firma nagraniowa (wznowienie)

Universal Sound (2000) (WB)
Numer katalogowy – US CD11